# Hiatus du canal du nerf petit pétreux
Le hiatus du canal du nerf petit pétreux (ou hiatus accessoire) est un orifice allongé de la face antérieure de la partie pétreuse de l'os temporal.
Il est externe au hiatus du canal du nerf grand pétreux., postérieur au sillon pour le sinus pétreux supérieur et postéro-latéral au foramen jugulaire.
Il est parfois dédoublé. Il est prolongé à l'avant par le sillon du nerf petit pétreux.
Il donne passage au nerf petit pétreux et au nerf pétreux profond.